# Peninsula Scandinavă

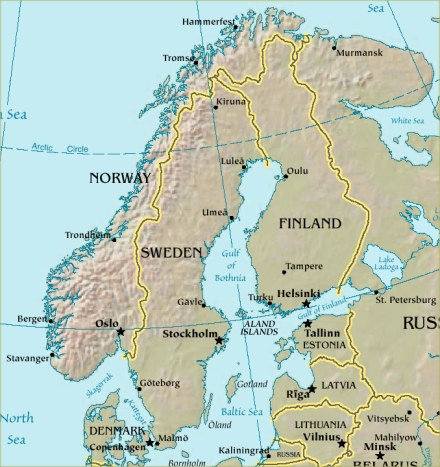
Peninsula Scandinavă

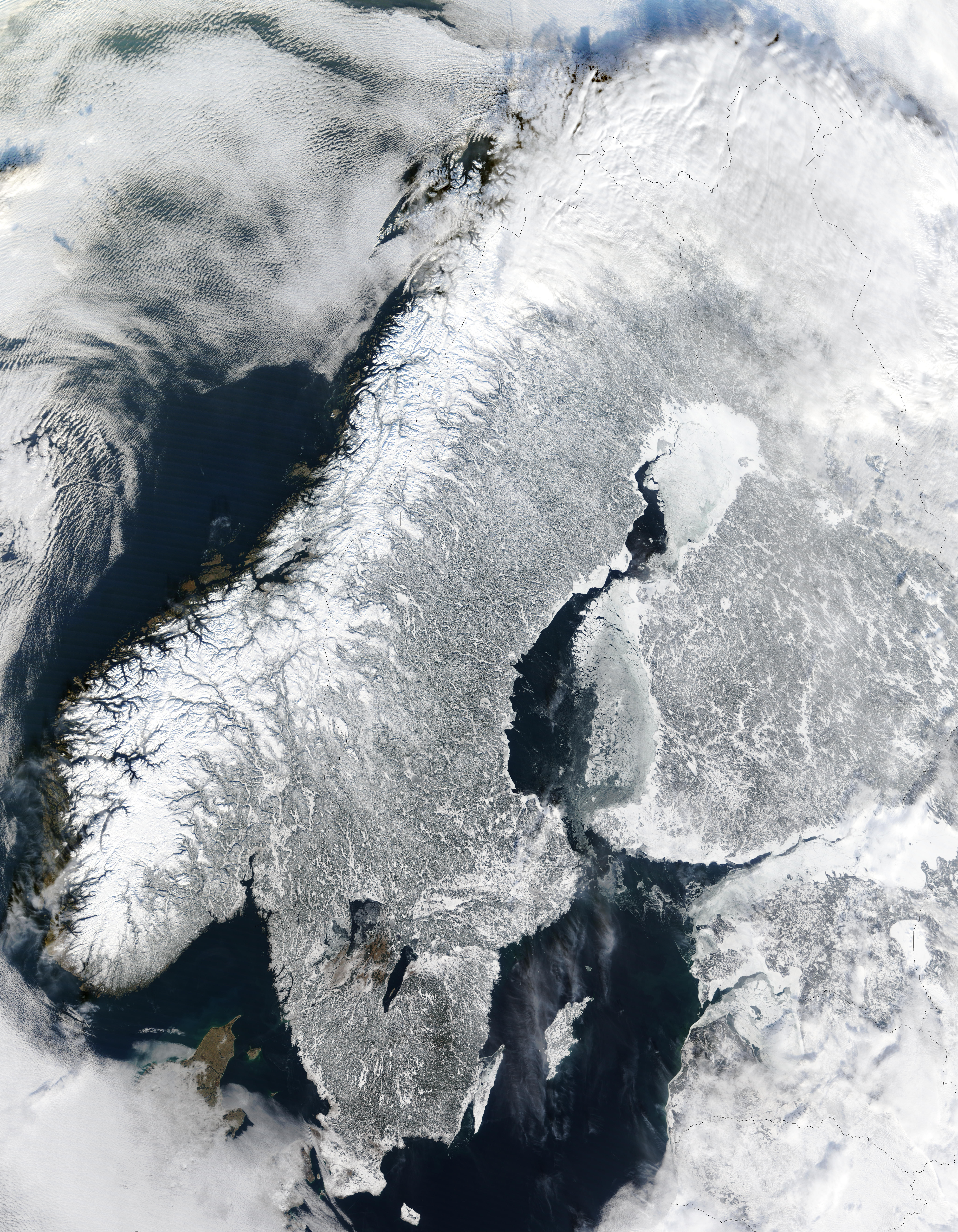
Peninsula Scandinavă în timpul iernii — vedere din satelit

Peninsula Scandinavă formează Europa de nord, fiind alcătuită în principal din teritoriile Norvegiei și Suediei. Numele de scandinav derivă etimologic din numele regiunii Scania, aflată la extremitatea sudică a peninsulei. O mică porțiune din Finlanda face parte, de asemenea, din peninsulă. Peninsula se extinde de la Rusia și Finlanda, în nord-est, până la Danemarca și Germania, la sud și sud-vest. Aceasta este cea mai întinsă peninsulă din Europa.
Munti din Peninsula Scandinavă: Muntii Scandinaviei